# Campionato mondiale giovanile di scherma 2011
Il Campionato mondiale juniores di scherma del 2011 ("2011 World Juniors Fencing Championships") è stato organizzato dalla Federazione internazionale della scherma e si è svolto a Mar Morto in Giordania dal 26 marzo al 6 aprile.
Nel fioretto, si sono aggiudicati i titoli del campionato mondiale l'italiano Edoardo Luperi, che ha battuto in finale lo statunitense Alexander Massialas, e la statunitense Nzingha Prescod che ha avuto la meglio sulla connazionale Lee Kiefer.
Nella spada il britannico Philip Marsh ha battuto in finale l'egiziano Ayman Fayez, ottenendo il titolo mondiale juniores maschile, mentre tra le donne la russa Violetta Kolobova ha superato la cinese Yujie Sun.
Nella sciabola il tedesco Matyas Szabo prevale sul russo Trofim Velikiy, mentre la russa Dina Galiakbarova ha battuto la connazionale Yana Egorian.
Nel campionato mondiale juniores a squadre maschili, la nazionale statunitense ha prevalso nella finale del fioretto contro l'Italia, mentre la nazionale italiana ha vinto nella spada contro la formazione magiara, ed infine la nazionale tedesca ha avuto la meglio sulla compagine italiana nella sciabola.
Nel campionato mondiale juniores a squadre femminili, la nazionale italiana ha prevalso nella finale del fioretto contro gli Stati Uniti d'America, la Cina ha vinto nella spada contro la compagine russa, ed infine la formazione italiana ha avuto la meglio sulla nazionale polacca nella sciabola.

## Podi

### Uomini
| Specialità  | Oro                                                                         | Argento                                                             | Bronzo                                                                |
| Individuali |                                                                             |                                                                     |                                                                       |
| Fioretto    | Edoardo Luperi                                                              | Alexander Massialas                                                 | Robert Gatai Kirill Lichagin                                          |
| Spada       | Philip Marsh                                                                | Ayman Fayez                                                         | Nikita Glazkov Alexander Lahtinen                                     |
| Sciabola    | Matyas Szabo                                                                | Trofim Velikiy                                                      | Nicolas Iliasz Maximilian Kindler                                     |
| A squadre   |                                                                             |                                                                     |                                                                       |
| Fioretto    | Stati Uniti Race Imboden Brian Kaneshige Alexander Massialas David Willette | Italia Daniele Garozzo Edoardo Luperi Lorenzo Nista Francesco Trani | Francia Antonin Buquet Enzo Lefort Maxime Pauty Cedrik Serri          |
| Spada       | Italia Gabriele Bino Marco Fichera Andrea Santarelli Andrea Vallosio        | Ungheria Matyas File Levente Tamas Gyorgyi Balazs Hamar David Suto  | Francia Erwan Fonson Daniel Jerent Sylvain Maya Ken-Elie Zerbib       |
| Sciabola    | Germania Richard Hübers Maximilian Kindler Florian Lehnert Matyas Szabo     | Italia Leonardo Affede Enrico Berrè Amedeo Giani Stefano Scepi      | Russia Maksim Balok Kamil Ibragimov Alexander Karpukin Trofim Velikiy |

### Donne
| Specialità  | Oro                                                                         | Argento                                                                   | Bronzo                                                                   |
| Individuali |                                                                             |                                                                           |                                                                          |
| Fioretto    | Nzingha Prescod                                                             | Lee Kiefer                                                                | Margaret Lu Ysaora Thibus                                                |
| Spada       | Violetta Kolobova                                                           | Yujie Sun                                                                 | Camilla Batini Maia Guchmazova                                           |
| Sciabola    | Dina Galiakbarova                                                           | Yana Egorian                                                              | Anna Marton Martina Petraglia                                            |
| A squadre   |                                                                             |                                                                           |                                                                          |
| Fioretto    | Italia Olga Rachele Calissi Beatrice Monaco Stefania Straniero Alice Volpi  | Stati Uniti Jacqueline Dubrovich Lee Kiefer Margaret Lu Nzingha Prescod   | Russia Irina Elesina Leyla Pirieva Alime Rashidova Adelina Zagidullina   |
| Spada       | Cina Sheng Lin Yujie Sun Anqi Xu Zheng Yang                                 | Russia Maia Guchmazova Tatiana Gudkova Violetta Kolobova Yulia Lichagina  | Italia Camilla Batini Brenda Briasco Rossella Fiamingo Alberta Santuccio |
| Sciabola    | Italia Martina D'Andrea Caterina Navarria Martina Petraglia Flaminia Prearo | Polonia Martyna Komisarczyk Magdalena Pasternak Marta Puda Angelika Wator | Russia Yana Egorian Dina Galiakbarova Alina Ozolina Alexandra Shatalova  |

## Medagliere
| Pos.   | Nazione     | Oro | Argento | Bronzo | Totale |
| ------ | ----------- | --- | ------- | ------ | ------ |
| 1      | Italia      | 4   | 2       | 3      | 9      |
| 2      | Russia      | 2   | 3       | 5      | 10     |
| 3      | Stati Uniti | 2   | 3       | 1      | 6      |
| 4      | Germania    | 2   | 0       | 1      | 3      |
| 5      | Cina        | 1   | 1       | 0      | 2      |
| 6      | Regno Unito | 1   | 0       | 0      | 1      |
| 7      | Ungheria    | 0   | 1       | 3      | 4      |
| 8      | Egitto      | 0   | 1       | 0      | 1      |
| 8      | Polonia     | 0   | 1       | 0      | 1      |
| 10     | Francia     | 0   | 0       | 3      | 3      |
| 11     | Georgia     | 0   | 0       | 1      | 1      |
| 11     | Finlandia   | 0   | 0       | 1      | 1      |
| Totale | Totale      | 12  | 12      | 18     | 42     |